# Саїманга аманійська
Саїманга аманійська (Hedydipna pallidigaster) — вид горобцеподібних птахів родини нектаркових (Nectariniidae). Мешкає в Кенії і Танзанії.

## Опис
Довжина птаха становить 9 см. У самця яскраво, металево-блскуче забарвлення: на голові — фіолетово-синьо-зелене, на спині — чорне, на хвості — синьо-фіолетове. Горло і верхня частина грудей темно-фіолетові, металово-блискучі. Решта нижньої частини тіла білувата. На грудях оранжеві плямки. У самиць верхня частина тіла темно-сіра, металево-блискуча, нижня частина тіла біла, над очима білі "брови". скроні сіруваті. Крила темно-коричневі, кінчик хвоста білий. Очі аманійських саїманг карі, дзьоб і лапи чорні.

## Поширення і екологія
Три популяції аманійських саїманг машкають на трьох окремих територіях: одна — в Національному парку Арабуко-Сококе в Кенії, інші дві — в танзанійських горах Усамбара і Удзунгва. Вони живуть у вологих гірських тропічних лісах і савані. Зустрічаються на висоті до 1270 м над рівнем моря.

## Поведінка
Аманійські саїманги живуть парами, невеликими сімейними групами або зграйками до 60 птахів. Іноді приєднуються до гмішаних зграй птахів. Живляться нектаром і комахами. Сезон розмноження триває з травня по червень і з вересня по грудень.

## Збереження
МСОП класифікує цей вид як такий, що знаходиться під загрозою зникнення. За оцінками дослідників, популяція аманійських саїманг становить від 2500 до 10000 птахів. Їм загрожує знищення природного середовища.